# Харису
Харису (псевдоним, род. 17 февраля 1975) — корейская поп-певица
, модель и актриса

. При рождении имела мужской пол, но ещё с раннего детства ощущала себя женщиной, и в 1990-х прошла операцию по смене пола. Она — первый трансгендерный гражданин Южной Кореи, работающий в поп-индустрии этой страны. В 2002 году стала вторым гражданином Южной Кореи, официально сменившим пол. Псевдоним произошёл от английского выражения hot issue.
Впервые стала широко известна в 2001 году, когда снялась в телевизионной рекламе косметики марки DoDo. Эта реклама сделала Харису успешной и позволила ей пробиться в кинематографию и музыкальную сферу. Харису записала пять музыкальных альбомов в различных жанрах от техно до R&B на корейском языке. В заграничные издания этих альбомов были включены песни на путунхуа. В 2001 году Харису получила первую крупную роль в кино, снявшись в фильме Yellow Hair 2. Также она снималась в тайваньском сериале Hi! Honey и гонконгской эротической драме Colour Blossoms.

## Биография
Родилась в Соннаме в семье из пяти детей. При рождении имела мужской пол, но с раннего детства считала себя женщиной. По словам Харису, она «всегда была девочкой, любившей играть с куклами». Это не осталось незамеченным родственниками Харису и её одноклассниками, которые часто замечали, что она своим обликом и поведением напоминает девочку. В подростковом возрасте у Харису были неудачные отношения с мальчиком, и это привело к решению о смене пола. Ко времени окончания мужского лицея Naksaeng, она уже проходила гормональную терапию. Именно поэтому Харису удалось избежать призыва в армию, обязательного для всех граждан Южной Кореи мужского пола, поскольку её признали «психически нездоровой». К концу 1990-х годов Харису прошла ряд хирургических операций в Южной Корее и Японии, среди них были ринопластика, увеличение груди, операция по смене пола и операция по увеличению размера её бёдер.
Несколько лет Харису жила в Японии, где училась на стилиста. Когда она пела в ночном клубе, её заметили представители агентства по поиску талантов и с этого началась её карьера модели. В 2000-м году она вернулась в Южную Корею и подписала контракт с компанией TTM Entertainment, тогда же взяла себе псевдоним Харису, произошедший от корейского произношения английского выражения hot issue[c].

## Карьера
Впервые снялась в кино в 1991 году, будучи ещё мальчиком. После этого на протяжении 1990-х годов неоднократно снималась в ролях второго плана.
В 2001 году Харису получила широкую известность после съёмок в телевизионной рекламе косметики DoDo. В рекламе был сделан акцент на трансгендерности Харису: крупным планом был продемонстрирован её кадык, который был добавлен с помощью графики, поскольку сама Харису не имела заметного кадыка. Первоначально компания DoDo была не уверена в успехе рекламы с Харису и была готова отозвать её в случае получения негативных отзывов, но реклама оказалась очень успешной и сделала Харису звездой. Поскольку Харису была первым трансгендером, она привлекла к себе широкое внимание общественности, СМИ часто называли её «более красивой, чем женщина». Объясняя причины своего каминг-аута, Харису сказала: «я не хочу быть с людьми нечестной. Я всё равно не смогла бы это скрыть. Лучше всего прояснить всё с самого начала». В 2001 году канал KBS снял о Харису документальный фильм, в котором было рассказано о её детстве, взаимоотношениях в семье и дебюте в ТВ-индустрии.
В том же году Харису получила свою первую крупную роль в фильме Yellow Hair 2, там она сыграла роль транссексуала, скрывающегося от преследования. Также она участвовала в записи саундтрека фильма. Харису прокомментировала свои съёмки в фильме так: «Я хотела сломать часто используемые стереотипы о том, что для транссексуалов характерны пассивность и слабость».
Также в 2001 году Харису выпустила свою автобиографию Eve from Adam и снялась в клипе группы Turbo. В сентябре того же года она дебютировала в жанре K-pop, выпустив свой дебютный альбом Temptation, представляющий собой смесь поп-музыки в стиле техно с медленными балладами. Этот альбом достиг 32-й строки в чарте K-pop альбомов MIAK (Music Industry Association of Korea). В октябре 2002 года Харису выпустила свой второй альбом Liar. Этот альбом оказался очень успешным на внутреннем рынке страны и в первый же месяц достиг 23-й строки корейского чарта.
В октябре 2003 года Харису покинула компанию TTM Entertainment. После её ухода компания заявила, что права на сценическое имя Харису не принадлежат артистке и что компания намерена им пользоваться для продвижения других артистов. Это привело к судебному спору, который завершился в начале 2004 года победой Харису. После этого Харису создала компанию G & F Entertainment, чтобы самой распоряжаться своей карьерой. В феврале 2004 года Харису выпустила свой третий альбом Foxy Lady, стиль которого сместился в сторону хип-хопа и R&B. После выхода альбома Харису заявила: «Теперь я сама по себе, демонстрирую, какая я на самом деле, и пишу именно ту музыку, которую всегда хотела». Альбом, впрочем, оказался не столь успешен, как предыдущие, и не попал в топ-50 корейских чартов.
В 2004 году Харису заявила, что будет развивать свою карьеру за границами страны, поскольку в Южной Корее транссексуалы имеют ограниченные возможности. Она снялась в тайваньском сериале Hi! Honey. Поскольку она не владела китайским, ей пришлось произносить свои реплики на корейском, после чего они были переозвучены.